# Vincetoxicum rehmannii
Vincetoxicum rehmannii är en oleanderväxtart som beskrevs av Pierre Edmond Boissier. Vincetoxicum rehmannii ingår i släktet tulkörter, och familjen oleanderväxter. Inga underarter finns listade i Catalogue of Life.